# All Together Now (The Beatles)
All Together Now è un brano musicale registrato dai Beatles il 12 maggio 1967 e pubblicato per la prima volta negli Stati Uniti il 13 gennaio 1969.
La canzone è composta da un testo molto semplice ed elementare, con una melodia che ricorda le canzoni cantate dai bambini durante i loro giochi. Il video della canzone inoltre appare in una sequenza del film Yellow Submarine.
Nel 1972 All Together Now fu pubblicata su singolo in alcune nazioni europee come Francia e Germania, con Hey Bulldog come lato B.

## Descrizione
McCartney descrisse la composizione come una filastrocca per bambini da cantarsi in coro, e disse che per la frase del titolo si era ispirato alla tradizione del music hall dove era cosa abituale chiedere al pubblico di unirsi al coro (All Together Now!, appunto: "Tutti insieme adesso!"). L'autore indicò nel pezzo anche un significato sottinteso, "un'invocazione allo stare insieme". Secondo il critico musicale Tom Maginnis di Allmusic, McCartney compose la canzone "nello stesso spirito leggero di Yellow Submarine"., mentre Alan Pollack nota l'equilibrio tra il testo infantile (a parte il verso "Can I take my friend to bed" e una quantità non banale di dettagli sofisticati. L'accelerazione finale è stata espressamente voluta da McCartney.
Proprio per questo la canzone venne appropriatamente inserita in una sequenza animata del film Yellow Submarine, introdotta però dai Beatles in carne ed ossa nel finale della pellicola. Durante la scena, sullo schermo appare in sovrimpressione la traduzione del titolo della canzone in varie lingue.

### Registrazione
Il brano è stato registrato il 12 maggio 1967 presso gli Abbey Road Studios e mixato nello stesso giorno, ma non è stato pubblicato fino al 13 gennaio 1969, quando è apparso nell'album Yellow Submarine. È il primo brano, assieme a You Know My Name, dove Geoff Emerick è accreditato anche come produttore, oltre che tecnico del suono, perché registrato mentre George Martin era in vacanza..

## Cover
All Together Now è stata reinterpretata da vari artisti. Versioni della canzone esplicitamente per bambini sono state realizzate da The Sugarbeats, The Bingo Kids ed altri.
- I tedeschi Joy Unlimited, incisero una versione heavy funk-rock della canzone che Richie Unterberger di AllMusic definì "una strana cover oscura dei Beatles".
- I Muppets reinterpretarono il brano nell'album Kermit Unpigged del 1994.
- André 3000 del duo OutKast realizzò una cover della canzone per uno spot della Nike nel 2010.[5][6]
- Kenny Loggins nell'album del 2009 All Join In.
- Nel 2009 All Together Now è stata riarrangiata da Ferdinando Arnò e cantata da vari bambini e utilizzata per alcuni spot della TIM[7].
- Glove & Boots.
- Kohl's.

## Formazione
- Paul McCartney - voce, basso, chitarra acustica, trombetta, battito delle mani
- John Lennon - voce a doppia traccia, controcanto, ukulele, armonica a bocca, battito delle mani
- George Harrison - controcanto, chitarra acustica, battito delle mani
- Ringo Starr - controcanto, batteria, cimbalini a dita, clacson, battito delle mani